# Пересіл (ентомологічний заказник)
Ентомологічний заказник «Пересі́л» — об'єкт природно-заповідного фонду Харківської області, ентомологічний заказник місцевого значення.
Розташований біля сіл  Знам'янка та Мануйлове Харківського району.
Загальна площа — 12,2 га.
Заказник утворений рішенням Харківської обласної ради від 21 травня 1993 року.
Відповідальний за охорону — Знам'янська сільська рада.

## Опис
Заказник розташований на південь від села Мануйлове, в урочищі Пересіл, на схилі балки південно-східної експозиції, де зберігся фрагмент степового ентомологічного комплексу, трофічно і топічно пов'язаного з рослинними формаціями різнотравно-типчаково-ковилового степу.
До ентомологічної фауни заказника належать рідкісні види комах, які занесені до Червоної книги України: вусач-коренеїд хрестоносець (Dorcadion equestre), махаон (Papilio machaon), джміль глинистий (Bombus argillaceus), мелітурга булавовуса (Melitturga clavicornis).
До видів комах, що поширені в заказнику, належить мегахіла округла (Megachile rotundata), яка була занесена в Червону книгу України та вилучена з неї в 2009 році, бо популяція комахи відновилась до безпечного рівня.
На території заказника мешкають богомол звичайний (Mantis religiosa), мереживниця Галатея (Melanargia galathea), тахіна велика (Tachina grossa), які в 2001 році були включені до Переліку регіонально рідкісних видів тварин для Харківської області. Згодом ці види у видання Червоної книги Харківської області (2013 рік) вже не потрапили.
Серед комах заказника важливе місце займають запилювачі рослин: оси, рофіти, мелітта заяча, андрени, джмелі.
Флора різнотравна. Представлені формації типчаково-ковилового степу та справжні і заболочені луки.
Ґрунти — чорноземи.
Категорія земель — землі сільськогосподарського призначення — сіножаті.

## Заповідний режим
Мета створення заказника:
- збереження місця поселення цінних видів комах-запилювачів сільськогосподарських культур;
- підтримка загального екологічного балансу та забезпечення фонового моніторингу навколишнього природного середовища.

На території забороняється:
- проведення будь-якої господарської діяльності, яка може завдати шкоди заповідному об'єкту та порушити екологічну рівновагу;
- самочинна зміна меж, зміна охоронного режиму, забруднення території;
- знищення та заміна видового складу рослин, тварин і комах;
- будь-яке порушення ґрунтового покриву, видобування корисних копалин, будівництво, геологорозвідування, розорювання земель;
- збір рідкісних та занесених до Червоної книги України видів рослин, їх квітів і плодів;
- використання хімічних речовин для боротьби зі шкідниками та хворобами рослин;
- зберігання на території заказника (та в двокілометровій зоні навкруги) всіх видів пестицидів та агрохімікатів;
- організація місць відпочинку, розведення вогнищ;
- прохід та проїзд автотранспорту через територію заказника поза межами доріг, стежок.
- інші види робіт, що можуть привести до порушення природних зв'язків та природних процесів, втрати наукової, господарської, естетичної цінності природного комплексу заказника.

Об'єкт збереження — корисні комахи-запилювачі люцерни та інших сільськогосподарських рослин.